# Shahrestān di Borūjerd
Lo shahrestān di Borujerd (farsi شهرستان بروجرد) è uno dei 10 shahrestān del Lorestan, il capoluogo è Borūjerd. Lo shahrestān è suddiviso in 2 circoscrizioni (bakhsh):
- Centrale (بخش مرکزی)
- Oshtorinan (بخش اشترینان), con la città di Oshtorinan.